# Muwenda Mutebi II

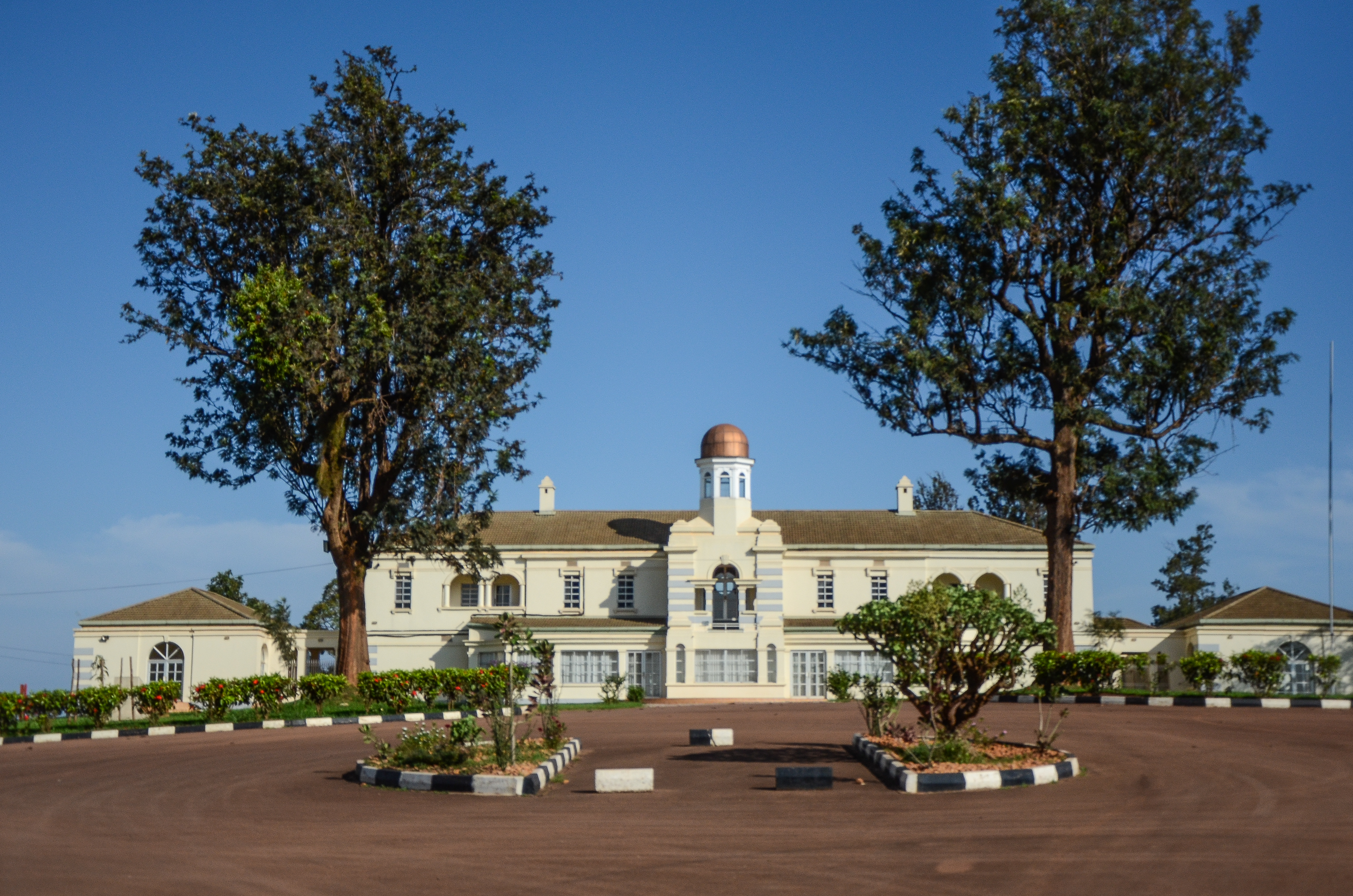
Palacio del Kabaka en Lubiri, Kampala.

Ronaldo Eduardo Federico Muwenda Kimera Mutebi II (nacido el 13 de abril de 1955) es el actual Kabaka del Reino de Buganda, un reino hoy en día dentro de Uganda. Él es el trigésimo sexto (36º) Kabaka de Buganda.

## Reclamación del trono
Nació en el Hospital de Mulago en Kampala (Uganda) el 13 de abril de 1955.  Es hijo de Sir Edward Frederick William David Walugembe Mutebi Luwangula Mutesa II, Kabaka de Buganda, quien reinó entre 1939 y 1969.  Su madre era Abakyala Sarah Nalule, designada Omuzaana Kabejja, del clan Nkima. Fue educado en el Budo Junior School, King's Mead School en Sussex y en el Bradfield College. Entonces entró en el Magdalene College, Cambridge, donde estudió Derecho. Fue nombrado como heredero de su padre el 6 de agosto de 1966 cuando todavía tenía 11 años.
El 21 de noviembre de 1969, tras la muerte de su padre, Ronald Muwenda Mutebi II, le sucedió como jefe de la Casa Real de Buganda. Volvió a Uganda en 1986, tras la supresión del régimen de Obote II y la junta militar que sustituyó brevemente a Obote II. Fue proclamado en Buddo el 24 de julio de 1993, para la restauración de los reinos de Uganda. El 31 de julio de 1993, fue coronado en Budo. Asumió el título de Su Majestad. Mantiene su capital en Mengo, Uganda.

## Vida matrimonial
Kabaka Ronald Muwenda Mutebi II está casado desde el 27 de agosto de 1999. El título oficial de la esposa del Kabaka es la Nnabagereka. Su nombre completo y el título es Sylvia Nagginda, la Nnabagereka, hija de John Mulumba Luswaata de Nkumba, Kyaddondo, un miembro del clan Omusu. La boda real se celebró en la catedral de San Pablo, Namirembe. Tienen una hija, Sarah Katrina Mirembe Ssangalyambogo Nachwa, nacido el 4 de julio de 2001 en Londres, Reino Unido.

## Descendencia
Los hijos de Kabaka Ronald Muwenda Mutebi II incluyen:
- Príncipe (Kiweewa) Crispin Jjunju Suuna, cuya madre es Vénantie Sebudandi. Nació en Londres, Reino Unido en 1986. Asistió al King's College, Budo, antes de trasladarse a Inglaterra para estudios posteriores.
- Princesa (Omumbejja) Joan Tebatagwabwe Nassolo.
- Princesa (Omumbejja) Victoria Nkinzi.
- Princesa (Omumbejja) Sarah Katrina Mirembe Ssangalyambogo Nachwa. Nació en Londres, Reino Unido, el 4 de julio de 2001.[2] Ella asiste a la escuela privada en Kampala, Uganda. Ella es una excelente nadadora y ha ganado premios en campeonatos en África Oriental, dentro de su grupo de edad.[3]
- Príncipe (Omulangira) Richard Ssemakookiro, nacido en julio de 2011.

## Su reinado
Desde el restablecimiento de los reinos de Uganda, el puesto del Kabaka es de Ssabataka (Jefe de los Clanes) y como el líder cultural de los 7,5 millones de Baganda tanto en Buganda y en la diáspora. La mayor parte del tiempo el Kabaka y los esfuerzos desde su coronación se han dirigido a restablecer las entidades de Buganda, costumbres, prácticas culturales, y comportamientos. Él ha jugado un papel de liderazgo para inspirar la confianza de sus súbditos que no abandone las prácticas que han hecho mantener el Reino en los últimos 800 años. 
Aunque constitucionalmente está impedido de participar en la política de Uganda, el Kabaka ha estado a la vanguardia en recordar al Gobierno central de mantener a la altura la letra de la ley y no pisotear los derechos garantizados por la Constitución de Baganda de propiedad, los viajes y el comercio con sus vecinos y con los extranjeros, para expresar abiertamente sus opiniones políticas, sin coacción o influencia indebida y practicar la fe religiosa que deseen. 
Las cuestiones polémicas con el gobierno central siguen siendo, principalmente en tres áreas: 
- La devolución de los activos del reino, incautados por el gobierno central en 1966.
- Armonización de la propiedad privada en el conjunto del sistema de Uganda. En la actualidad, Buganda tiene diferentes mecanismos de propiedad de la tierra que faltan en otras zonas del país donde la tierra es de propiedad comunal.
- La creación de un sistema federal del gobierno de Uganda. La mayor parte del apoyo Baganda Federo, mientras que muchos de los grupos étnicos más pequeños temen que con el Federo, Buganda injustamente avance económicamente, dejando el resto del país por detrás.

## Patronazgos
- Patrón y Jefe del Fideicomisario Cultural y la Fundación para el Desarrollo de Buganda [BUCADEF] (desde 1996).
- Patrón de la Fundación Kabaka.
- Patrón de la Agencia para el Desarrollo de Buganda (BDA).
- Patrón de la Fundación Monkton.
- Presidente de Rexba Ltd.

## Distinciones honoríficas
- Soberano Gran Maestre de la Orden del Escudo y de las Lanzas (Reino de Buganda).[4]

## Ancestros
|  |                                                   |  |  |  |  |  |  |  |  |  |  |  |  |  |  |  |
|  | 16. Kabaka Mutesa I de Buganda                    |  |  |  |  |  |  |  |  |  |  |  |  |  |  |  |
|  |                                                   |  |  |  |  |  |  |  |  |  |  |  |  |  |  |  |
|  |                                                   |  |  |  |  |  |  |  |  |  |  |  |  |  |  |  |
|  | 8. Kabaka Mwanga II de Buganda                    |  |  |  |  |  |  |  |  |  |  |  |  |  |  |  |
|  |                                                   |  |  |  |  |  |  |  |  |  |  |  |  |  |  |  |
|  |                                                   |  |  |  |  |  |  |  |  |  |  |  |  |  |  |  |
|  | 17. Abakyala Abisagi Bagalayaze                   |  |  |  |  |  |  |  |  |  |  |  |  |  |  |  |
|  |                                                   |  |  |  |  |  |  |  |  |  |  |  |  |  |  |  |
|  |                                                   |  |  |  |  |  |  |  |  |  |  |  |  |  |  |  |
|  | 4. Kabaka Daudi Cwa II de Buganda                 |  |  |  |  |  |  |  |  |  |  |  |  |  |  |  |
|  |                                                   |  |  |  |  |  |  |  |  |  |  |  |  |  |  |  |
|  |                                                   |  |  |  |  |  |  |  |  |  |  |  |  |  |  |  |
|  | 9. Abakyala Evalini Kulabako                      |  |  |  |  |  |  |  |  |  |  |  |  |  |  |  |
|  |                                                   |  |  |  |  |  |  |  |  |  |  |  |  |  |  |  |
|  |                                                   |  |  |  |  |  |  |  |  |  |  |  |  |  |  |  |
|  | 2. Kabaka Mutesa II de Buganda                    |  |  |  |  |  |  |  |  |  |  |  |  |  |  |  |
|  |                                                   |  |  |  |  |  |  |  |  |  |  |  |  |  |  |  |
|  |                                                   |  |  |  |  |  |  |  |  |  |  |  |  |  |  |  |
|  | 10. Rev. Yonasani Kaizi                           |  |  |  |  |  |  |  |  |  |  |  |  |  |  |  |
|  |                                                   |  |  |  |  |  |  |  |  |  |  |  |  |  |  |  |
|  |                                                   |  |  |  |  |  |  |  |  |  |  |  |  |  |  |  |
|  | 5. Abakyala Irene Drusilla Namaganda              |  |  |  |  |  |  |  |  |  |  |  |  |  |  |  |
|  |                                                   |  |  |  |  |  |  |  |  |  |  |  |  |  |  |  |
|  |                                                   |  |  |  |  |  |  |  |  |  |  |  |  |  |  |  |
|  | 1. Kabaka Muwenda Mutebi II de Buganda            |  |  |  |  |  |  |  |  |  |  |  |  |  |  |  |
|  |                                                   |  |  |  |  |  |  |  |  |  |  |  |  |  |  |  |
|  |                                                   |  |  |  |  |  |  |  |  |  |  |  |  |  |  |  |
|  | 6. Hon. Christopher M. Ssekkuma Kisosonkole       |  |  |  |  |  |  |  |  |  |  |  |  |  |  |  |
|  |                                                   |  |  |  |  |  |  |  |  |  |  |  |  |  |  |  |
|  |                                                   |  |  |  |  |  |  |  |  |  |  |  |  |  |  |  |
|  | 3. Abakyala Sarah Nalule                          |  |  |  |  |  |  |  |  |  |  |  |  |  |  |  |
|  |                                                   |  |  |  |  |  |  |  |  |  |  |  |  |  |  |  |
|  |                                                   |  |  |  |  |  |  |  |  |  |  |  |  |  |  |  |
|  | 14. Ssekibobo Hamu Rwamujonjoza Mukasa de Kyaggwe |  |  |  |  |  |  |  |  |  |  |  |  |  |  |  |
|  |                                                   |  |  |  |  |  |  |  |  |  |  |  |  |  |  |  |
|  |                                                   |  |  |  |  |  |  |  |  |  |  |  |  |  |  |  |
|  | 7. Victoria Sarah Nalwanga                        |  |  |  |  |  |  |  |  |  |  |  |  |  |  |  |
|  |                                                   |  |  |  |  |  |  |  |  |  |  |  |  |  |  |  |
|  |                                                   |  |  |  |  |  |  |  |  |  |  |  |  |  |  |  |